# 索基林齊 (斯里布涅區)
50°41′55″N 32°47′30″E / 50.69861°N 32.79167°E

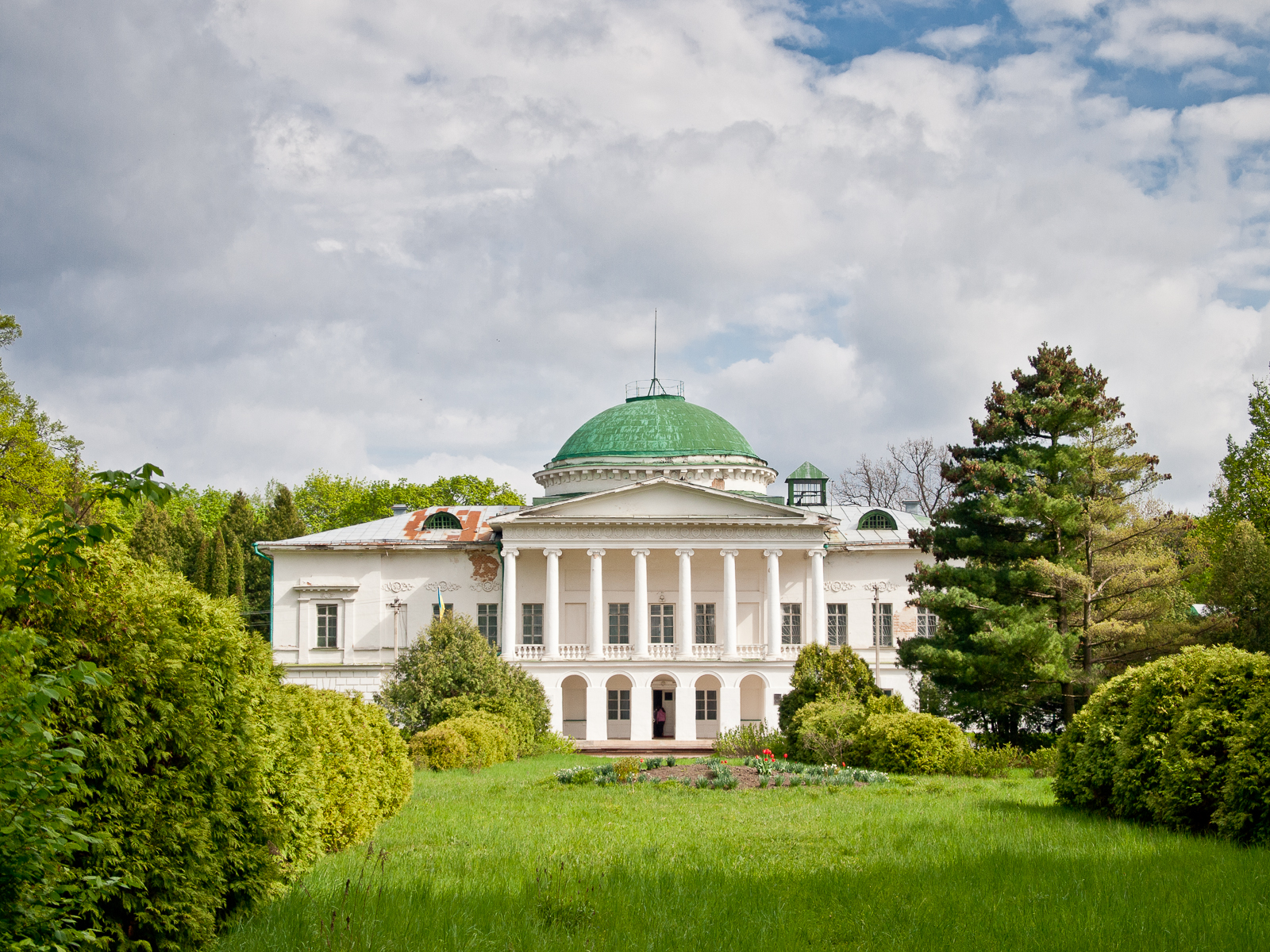

索基林齊（烏克蘭語：Сокиринці）是位於烏克蘭北部切爾尼希夫州裏普里盧基區的村莊，始建於1092年，面積46.4平方公里，海拔高度138米，2001年人口1,386，人口密度每平方公里29.9人。